# Теребуда
Теребуда (швед. Töreboda) — містечко (tätort, міське поселення) у центральній Швеції в лені Вестра-Йоталанд. Адміністративний центр комуни Теребуда.

## Географія
Містечко знаходиться у північно-східній частині лена Вестра-Йоталанд за 299 км на південний захід від Стокгольма.

## Історія
У 1909 році Теребуда отримала статус чепінга.

## Герб міста
Герб було розроблено як символ торговельного містечка (чепінга) Теребуда. Він отримав королівське затвердження 1957 року.
Щит розтятий двічі на золоте, синє та золоте поля, поверх них — дві чорні нитяні балки.
Сюжет герба символізує перетин Йота-каналу залізницею.
Після адміністративно-територіальної реформи, проведеної в Швеції на початку 1970-х років, муніципальні герби стали використовуватися лишень комунами. Цей герб був 1971 року перебраний для нової комуни Теребуда.

## Населення
Населення становить 4 673 мешканців (2018).

## Спорт
У поселенні базується футбольний клуб Теребуда ІК, хокейний Теребуда ГФ та інші спортивні організації.

## Галерея

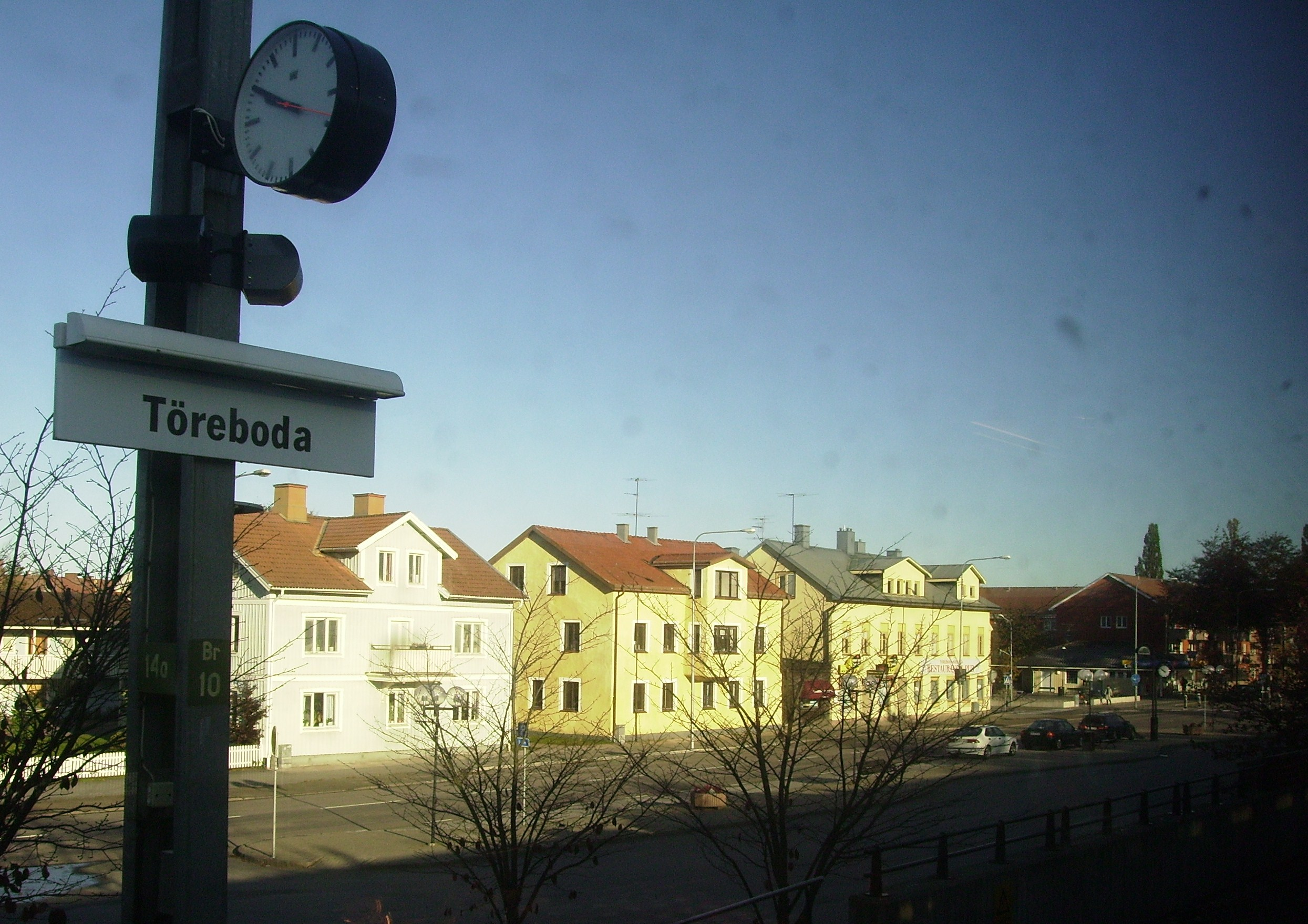
Залізнична станція
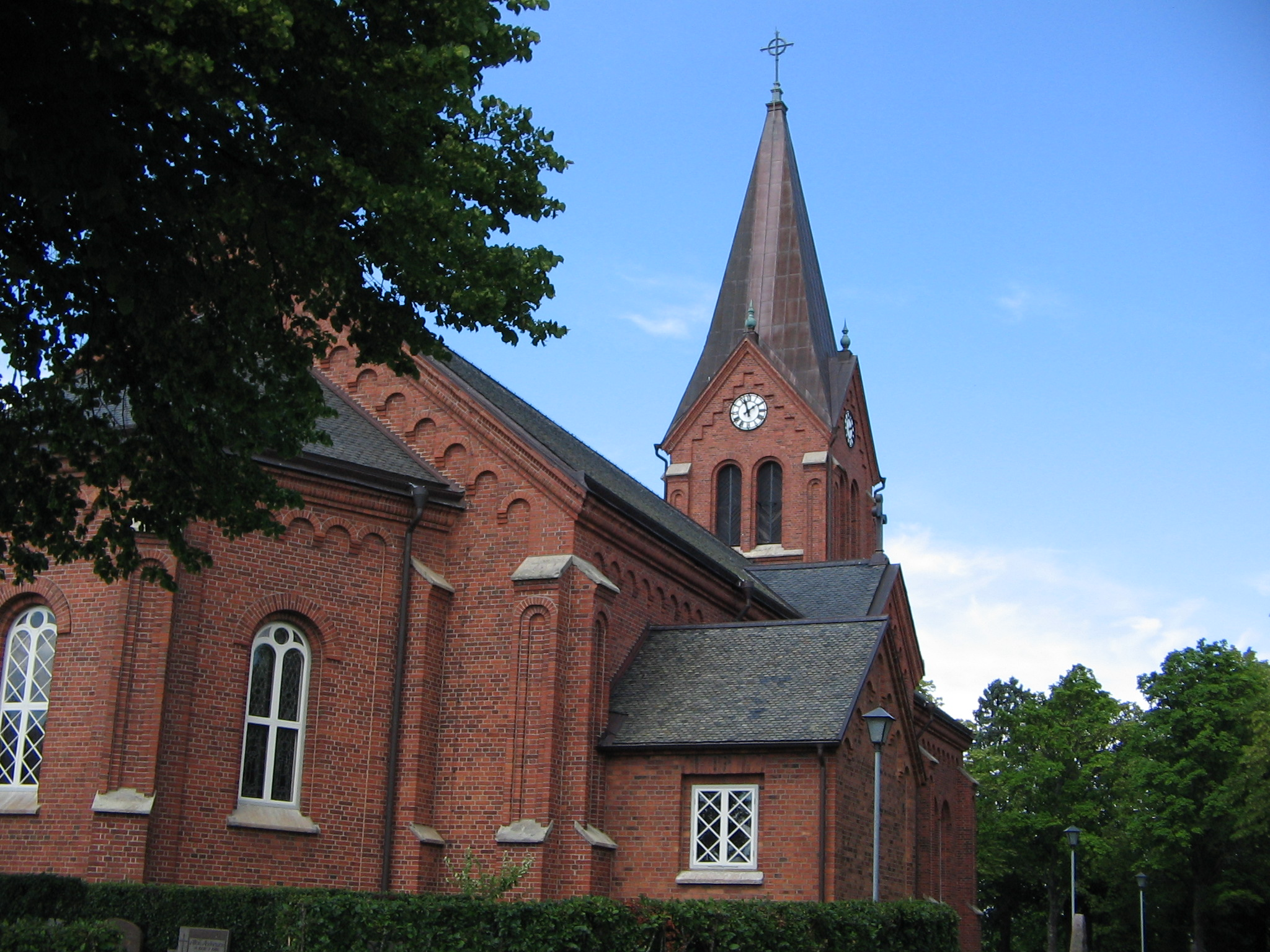
Церква
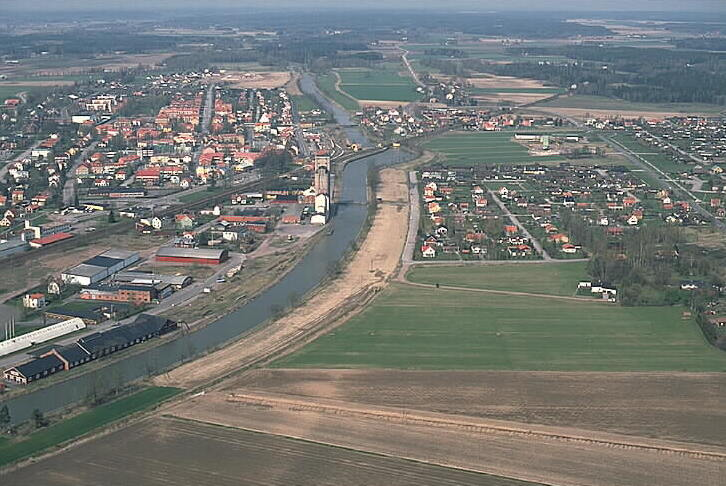
Вид з пташиного польоту
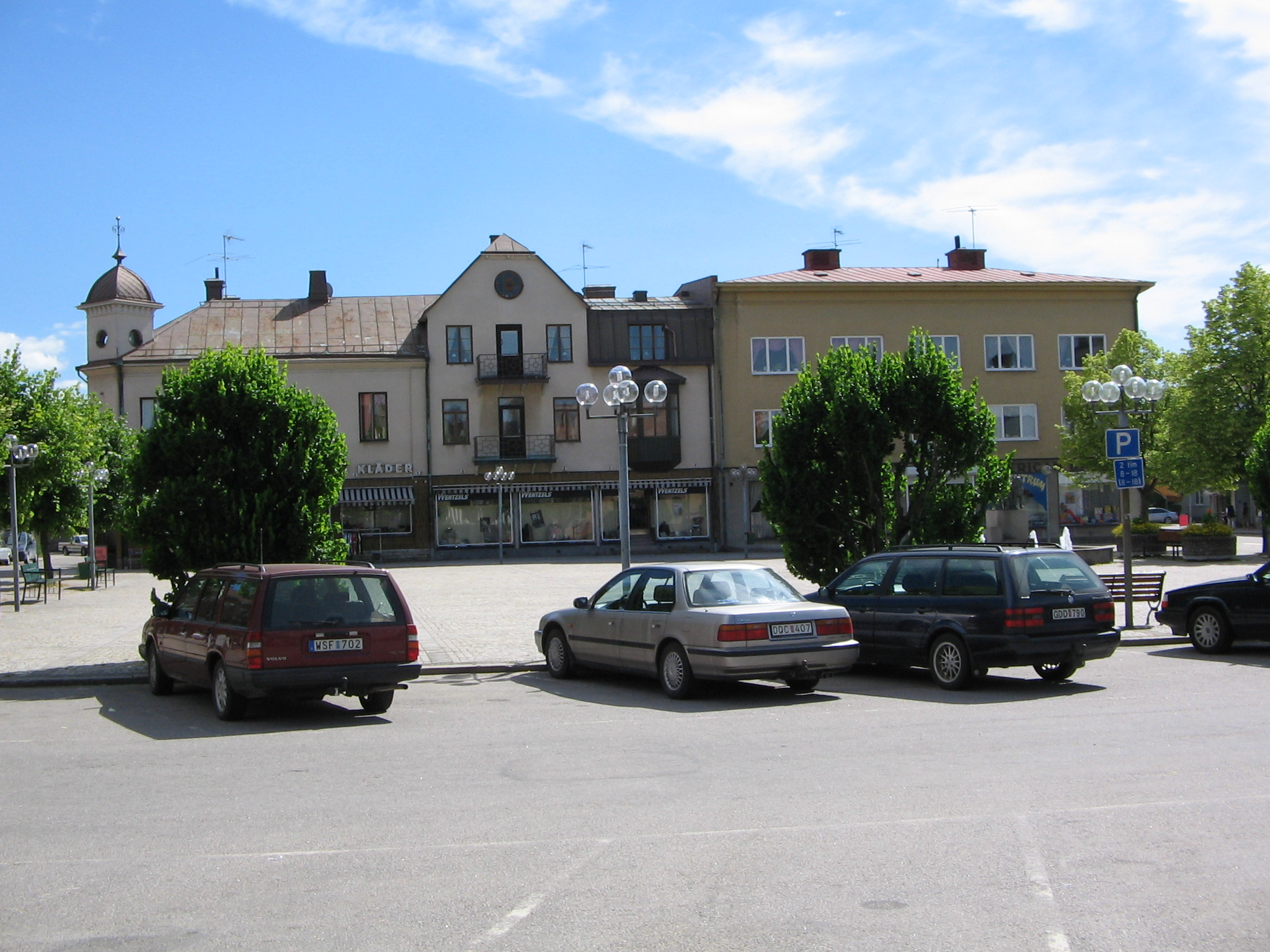
У центрі міста

## Покликання
- Сайт комуни Теребуда [Архівовано 1 квітня 2022 у Wayback Machine.]